# Complemento de un adjetivo
El Complemento de un adjetivo, complemento adjetival o complemento preposicional de un adjetivo es el sintagma preposicional que completa el significado de un adjetivo, especificando la información necesaria que le falta. A continuación, algunos ejemplos:
- "Escaso en recursos".
- "Begoña Pérez está cansada de César Fernández".
- "Libre de preocupaciones".

En los casos presentados, las preposiciones "en", "de" y nuevamente "de" sirven de nexo subordinante para los núcleo nominales "recursos", "César Fernández" y "preocupaciones", los cuales a su vez funcionan sintacticamente como complementos de término. Estos son argumentos de las preposiciones y modifican de manera indirecta los constituyentes "escaso", "cansada" y "libre" en ese orden.